# ادی ادگار
ادی ادگار (انگلیسی: Eddie Edgar؛ زادهٔ ۳۱ اکتبر ۱۹۵۶) بازیکن فوتبال اهل بریتانیا است.
از باشگاه‌هایی که در آن بازی کرده‌است می‌توان به باشگاه فوتبال هارتل پول یونایتد و باشگاه فوتبال نیوکاسل یونایتد اشاره کرد.